# Roberto Soares

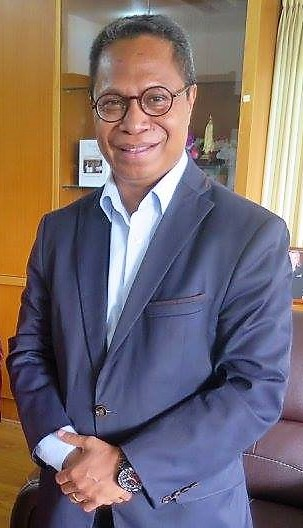
Roberto Soares (2017)

Roberto Sarmento de Oliveira Soares ist ein osttimoresischer Politiker und Diplomat. Von 2015 bis 2017 war er Vizeminister für Außenangelegenheiten und Kooperation. Soares gehört keiner Partei an.

## Werdegang
Seit 2000 arbeitete Soares für das Außenministerium Osttimors. 
2002 wurde Olímpio Branco, der bisherige Generalsekretär des Außenministeriums Osttimors, neuer stellvertretender Außenminister. Von September an ersetzte ihn zunächst ein Exekutivteam, das im Rotationsprinzip alle vier Monate den Posten übernahm. Dieses bestand aus Nelson Santos, als Direktor für bilaterale Beziehungen, Vicky Tchong, Verwaltungsdirektorin und Roberto Soares, Direktor für regionale Angelegenheiten. Zum 1. Januar 2004 wurde Santos zunächst ad interim zum alleinigen Generalsekretär ernannt. Soares wurde zum Generaldirektor für Kooperation und regionale Integration befördert. Von 2008 bis 2010 arbeitete Soares als Vorsitzender des technischen Unterkomitees zur Grenzziehung und Regulation zwischen Osttimor und Indonesien. 2009 war er Sprecher für Sozialisation und Weitergabe der Wahrheits- und Freundschaftskommission Osttimors und Indonesiens. Am 29. Januar 2009 wurde Soares zum ersten Botschafter Osttimors für Singapur und Brunei ernannt. Die Akkreditierung in Singapur fand am 26. März statt, in Brunei am 19. Oktober 2010. Hier wurde er später abgelöst von Geschäftsträger Domingos Sávio ab.
Vom 8. August 2012 bis zum 16. Februar 2015 war Soares unter Premierminister Xanana Gusmão in der V. Regierung des Landes Staatssekretär für die Beziehungen mit den ASEAN. Mit der Regierungsumbildung unter Premierminister Rui Maria de Araújo wurde Soares zum Vizeminister für Außenangelegenheiten und Kooperation und folgte damit Constâncio Pinto, der nun Vizeminister für Handel, Industrie und Umwelt war. Neben Verhandlungen zum Beitritt Osttimors zu den ASEAN leitete er die Verhandlungen für das Konkordat mit der Katholischen Kirche und die Verhandlungen für die Visafreiheit von Osttimoresen für die Europäische Union. Mit Antritt der VII. Regierung am 15. September 2017 endete seine Amtszeit im Kabinett.
Ab 2023 war Soares Chefunterhändler für die Verhandlung über die Festlegung des Grenzverlaufs mit Indonesien, in Nachfolge von Xanana Gusmão. Am 22. Juli wurde Soares von Präsident José Ramos-Horta zum Botschafter in Indonesien ernannt und vereidigt.